# 藤森緑
藤森 緑（ふじもり みどり）は、日本の占星術師。東京都八王子市出身。

## 概要
1992年からプロ占星術師としての活動を開始。1999年12月までは占い館、デパートのコーナー、電話等で鑑定を中心に活動していたが、2000年1月からは執筆業に専念。イベント出演、雑誌掲載、占い原稿執筆などの活動を行っている。2003年8月に有限会社藤森緑占い事務所を登記し、代表取締役に就任。
千葉テレビ「朝まるJUST」で1998年6月放送開始以来『藤森みどりの 今日の星占い』を担当。2003年1月6日より番組の前半部分は、「首都圏トライアングル」でも放送されていた。2009年9月30日にコーナー終了。同年10月以降の占いは『朝まる12星座Ranking』として、真央侑奈が担当している。

## 著書
- 藤森緑の夢と恋を叶える！ティーンズ星占い(土屋書店)
- 占い便利帳(イーストプレス)
- ザ・タロット（説話社）
- タロット ルーン ラブ・リーディング（魔女の家BOOKS）
- ホラリー&イベント占星術（魔女の家BOOKS）
- ラブフルっちゅ（占い監修・小学館てんとう虫コミックス・550円）
- 続はじめての人のためのらくらくタロット入門（説話社）
- はじめての人のためのらくらくタロット入門（説話社）
- ルーン・リーディング（魔女の家BOOKS）
- 新ぜったい当るタロット（魔女の家BOOKS）
- タロット・リーディング（魔女の家BOOKS）
- 強運をつかむ88のヒント（実業之日本社）
- ぜったい当るタロット（魔女の家BOOKS）
- 君の笑顔に会いたい（新風舎）
- お祓いマニュアル―不幸を祓い幸せを呼ぶ(イーストプレス) 共著
- 悩み解決のヒントが得られるルーン占い（説話社）
- 占い師が語る 本当にあった２０のスピリチュアル体験（説話社）
- 夢と恋をかなえる!ティーンズ星占い―ホントの性格から仲良し相性、カレの恋までわかっちゃう!（つちや書店）
- めちゃカワ!! 誕生日うらない366 ハピネスコレクション（新星出版社）
- 恋活＆婚活を成功させる　スピリチュアルの法則（Milkyway）
- 恋愛を成功させる10の極意（Milkyway）
- めちゃカワ!! うらない大事典（新星出版社）
- 実践トート・タロット（説話社）
- 恋愛を成功させる・異性の心を読む方法（Milkyway）
- バード・シルエット・タロット〜THE  BIRD  SILHOUETTE  TAROT〜（ヴィジョナリー・カンパニー）
- 基礎とリーディングが身につく タロットLESSON BOOK（池田書店）

## ゲームソフト
プレイステーション
- ザ・占い5/神秘のルーン占い（日本ウェブコンセプツ）
- ザ・占い6/とっても九星占星術（日本ウェブコンセプツ）

ニンテンドーDS
- 藤森緑のLET'Sタロット